# Purpurroter Agatapfel
Der Purpurrote Agatapfel, auch Agatapfel oder Purpurroter Winteragatapfel genannt, ist eine Sorte des Kulturapfels (Malus domestica).
Er ist ein kleiner abgestumpft rundlicher und gleichmäßig gebauter Tafelapfel. Die Schale ist bereift, anfangs gelb und später grünlichgelb. Der reife Apfel hat eine intensive rote (purpurne) Farbe und ist gestreift.
Der Apfel ist ab Dezember genussreif und kann bis April gelagert werden.
In der Obstsortenliste „Deutschlands Apfelsorten“ von Theodor Engelbrecht (Braunschweig 1889) trägt der purpurrote Agatapfel die Nummer 468.
Die Apfelsorte Zuccalmaglios Renette ist angeblich eine Kreuzung der Ananasrenette mit dem Purpurroten Agatapfel. Die Beteiligung der zweiten Sorte ist jedoch unsicher.